# ISO 15919
ISO 15919 este un standard internațional pentru transliterarea scrierii devanagari și a  sistemelor de scriere indiene înrudite în scriere latină, format în anul 2001. Acesta  folosește diacritice pentru a asocia mult mai marele set de consoane și vocale brahmice cu setul de caractere latine.

## ISO 15919 și alte sisteme
ISO 15919 este un standard internațional pentru romanizarea multor sisteme de scriere indiene, care a fost convenit în 2001 de către o rețea de institute naționale pentru standarde din 157 de țări. Cu toate acestea, sistemul de transliterare hunteriană are statutul de „sistem național de romanizare al Indiei” iar un grup de experți ai Națiunilor Unite au remarcat cu privire la ISO 15919 că „nu există dovezi ale folosirii sistemului nici în India nici în produsele cartografice internaționale”.
Un alt standard, „Sistemele de Romanizare ale Națiunilor Unite pentru Nume Geografice” (SRNUNG), a fost dezvoltat de către Grupul de Experți în Nume Geografice din cadrul Națiunilor Unite (GENGNU) și acoperă multe sisteme de scriere indiene.
Romanizarea ALA-LC a fost aprobată de către Biblioteca Congresului și Asociația Bibliotecilor Americane și este un standard SUA. AITS nu este un standard (neexistând specificații pentru el) ci o convenție dezvoltată în Europa pentru transliterarea sanscritei mai degrabă decât pentru transcrierea sistemelor de scriere indiene.
Ca diferență notabilă, ambele standarde internaționale, ISO 15919 și SRNUNG transliterează semnul diacritic anusvara prin ṁ (punct deasupra), în timp ce ALA-LC și AITS folosesc ṃ (punct dedesubt) pentru acesta. Cu toate acestea, ISO 15919 oferă îndrumări în vederea dezambiguizării dintre variatele situații care implică semne anusvara (precum nazalizările labiale față de cele dentale), descrise în tabelul de mai jos.

## Fonturi care includ caracterele Unicode
Numai anumite fonturi includ toate seturile de caractere indiene Unicode din ISO 15919. De exemplu, fontul Tahoma include majoritatea caracterelor Unicode necesare transliterării limbilor indiene. Pachetele de fonturi Arial și Times New Roman incluse în programul Microsoft Office 2007 (dar nu și în MS Office 2003 sau în versiunile anterioare) includ de asemenea majoritatea caracterelor Unicode din setul „latin extins adițional” din ISO 15919, precum ḑ, ḥ, ḷ, ḻ, ṁ, ṅ, ṇ, ṛ, ṣ, ṭ, etc.

## Comparație cu SRNUNG și AITS
Tabelul de mai jos afișează diferențele dintre ISO 15919, SRNUNG și AITS pentru transliterarea scrierii devanagari.
| Devanagari | ISO 15919 | SRNUNG | AITS | Comentarii |
| ---------- | --------- | ------ | ---- | --- |
| ए / े       | ē         | e      | e    | Pentru a se putea face deosebirea între „e” lung și scurt în limbile dravidiene, „e” reprezintă acum ऎ / ॆ (scurt). De remarcat că folosirea lui „ē” este considerată opțională în ISO 15919, iar folosirea lui „e” pentru ए (lung) este acceptabilă pentru limbile care nu fac diferența între „e” lung și „e” scurt. |
| ओ / ो       | ō         | o      | o    | Pentru a se putea face deosebirea între „o” lung și scurt în limbile dravidiene, „o” reprezintă acum ऒ / ॊ (o scurt). De remarcat că folosirea lui „ō” (o lung) e considerată opțională în ISO 15919, iar folosirea lui „o” pentru ओ (o lung) este acceptabilă pentru limbile care nu fac diferența între „o” lung și „o” scurt. |
| ऋ / ृ       | r̥         | ṛ      | ṛ    | În ISO 15919, ṛ este folosit pentru reprezentarea lui ड़. |
| ॠ / ॄ       | r̥̄         | ṝ      | ṝ    | Pentru consecvență cu r̥ |
| ऌ / ॢ       | l̥         | l̤      | ḷ    | În ISO 15919, ḷ este folosit pentru reprezentarea lui ळ. |
| ॡ / ॣ       | l̥̄         | l̤̄      | ḹ    | Pentru consistență cu l̥ |
| ◌ं          | ṁ         | ṁ      | ṃ    | ISO 15919 are două opțiuni pentru anusvāra. (1) În opțiunea nazalizării simplificate, un anusvāra este mereu transliterat ca ṁ. (2) În opțiunea nazalizării stricte, anusvāra înaintea unei consoane de clasă este transliterată ca nazala clasei—ṅ înainte de k, kh, g, gh, ṅ; ñ înaine de c, ch, j, jh, ñ; ṇ înainte de ṭ, ṭh, ḍ, ḍh, ṇ; n înainte de t, th, d, dh, n; m înainte de p, ph, b, bh, m. ṃ este folosit uneori pentru a reprezenta anume semnul diacritic tippi ੰ din limba gurmukhi. |
| ◌ं          | ṅ ñ ṇ n m | ṁ      | ṃ    | ISO 15919 are două opțiuni pentru anusvāra. (1) În opțiunea nazalizării simplificate, un anusvāra este mereu transliterat ca ṁ. (2) În opțiunea nazalizării stricte, anusvāra înaintea unei consoane de clasă este transliterată ca nazala clasei—ṅ înainte de k, kh, g, gh, ṅ; ñ înaine de c, ch, j, jh, ñ; ṇ înainte de ṭ, ṭh, ḍ, ḍh, ṇ; n înainte de t, th, d, dh, n; m înainte de p, ph, b, bh, m. ṃ este folosit uneori pentru a reprezenta anume semnul diacritic tippi ੰ din limba gurmukhi. |
| ◌ँ          | m̐         |        | m̐    | Nazalizarea vocalelor este transliterată ca o tildă deasupra vocalei transliterate (deasupra celei de-a doua vocale în cazul unui digraf precum aĩ, aũ), cu excepția sanscritei. |